# کوری‌یاما، هوکایدو
کوری‌یاما، هوکایدو (به لاتین: Kuriyama, Hokkaido) یک منطقهٔ مسکونی در ژاپن است که در Sorachi Subprefecture واقع شده‌است. کوری‌یاما  ۱۴٬۰۸۹ نفر جمعیت دارد.